# Біоенергетика України
Біоенергетика — енергетична галузь, заснована на використанні біопалива, яке створюється на основі використання біомаси.
24 січня 2018 року під час засідання бюро Президії Національної академії аграрних наук України було розглянуто питання наукового забезпечення енергетичної автономізації агропромислового виробництва.

## Біогаз
В Україні існує високий потенціал біогазу. В Україні мало прикладів впровадження біогазових технологій. Перша з активних повномасштабних біогазових установок на відходах тваринництва була побудована в 1993 році на свинофермі ПАТ «Запоріжсталь». Після цього були запущені біогазові установки компаній «Агро-Овен», «Еліта», «Українська молочна компанія». Станом на 2012 рік на базі сільськогосподарських підприємств в Україні функціонували чотири біогазові заводи.
Аграрний сектор України, що виробляє великі обсяги органічних відходів, потенційно має ресурси для виробництва біогазу, який здатний замінити 2,6 млрд м3 природного газу на рік. З подальшим розвитком сільського господарства та широким використанням зеленого матеріалу (силос, трава) цей потенціал можна розширити за різними оцінками від 7,711 до 1812 млрд. м3 природного газу на рік. У першому випадку передбачається використовувати 6 % орних земель (50 % покинутих земель) в Україні для вирощування кукурудзяного силосу для біогазу з консервативним виходом 30 т/га. Частка біогазу з силосу кукурудзи забезпечить 53,0 % загального потенціалу; біогаз з побічних продуктів та рослинних залишків - 5,7%; біогаз з побічних продуктів та відходів харчової промисловості - 5,3 %; і біогаз з відходів тваринництва - 36 %. Другий варіант з вищим прогнозом передбачає використання 7,9 млн га землі для вирощування кукурудзи для біогазу з урахуванням підвищення продуктивності.
Потенціал для виробництва біогазу на існуючих сільськогосподарських підприємствах України, а також вирощування силосу кукурудзи для виробництва біогазу на 50 % вільної орної землі (з виходом 40 т зеленої маси на 1 га і вихід біогазу 180 м³/т).
Біогазові потужності в Україні нарощуються. Ще на кінець 2014 року в країні було 10 біогазових установок загальною потужністю 15 МВт, а станом на кінець II кварталу 2018 року – 29 установок потужністю 41 МВт.
Станом на початок 2019 року встановлена потужність 51 МВт.
У Запоріжжі побудують комплекс з переробки мулу стічних вод у біогаз. Газ надалі буде використано у виробництві електроенергії. Допомогу у реалізації проєкту з реконструкції очисних споруд КП «Водоканал» нададуть Данська агенція з міжнародного розвитку бізнесу і фінансів та Північна екологічна фінансова корпорація.
Потенціал генерації біометану в Україні становить щонайменше 7,8 млрд м³ у рік або 25 % від поточного споживання газу (за даними НАК «Нафтогаз України» у 2018 році було спожито 32,3 млрд м³ газу всіма категоріями).
9 січня 2025 року, згідно повідомлення правління Біоенергетичної асоціації України, дві компанії VITAGRO і «Галс-Агро» за 2024 рік закачали до підземних сховищ газу України 1 млн м³ біометану.

## Біодизель
В 2014 році в селі Луки Самбірського району запустили перше в країні підприємство з виготовлення біодизелю потужністю 25 т палива на добу з ріпаку.

## Біоетанол
Загалом, в Україні біоетанол вже замінює близько 0,7 % обсягу вуглеводнів бензину, що становить 0,4 % в енергетичному плані. На сьогоднішній день сировиною для всього паливного етанолу в Україні є меляса - побічний продукт виробництва цукрових буряків.
У 2019 році Держенергоефективності розроблено законопроєкт щодо розвитку ринку рідких біопалив, який передбачає:
- встановлення частки біокомпонентів в загальному обсязі продажу палива;
- введення норм щодо відповідності біокомпонентів палива критеріям сталості;
- облік та контроль вмісту біокомпонентів у паливі;
- стимулювання використання рідких біопалив шляхом оптимізації акцизного податку на біодизель та біопаливну частку, яка відповідає критеріям сталості.

У свою чергу, представник компанії «Галс Агро», що має у т.ч. кілька цукрових заводів та 4 біогазові станції потужністю 7 МВт, висловив переконання, що біоенергетичні проєкти – це ще один вигідний напрям роботи для вітчизняних компаній. Тому необхідно якомога швидше запровадити вказані законодавчі зміни.
Загалом, прийняття законопроєкту щодо розвитку ринку рідких біопалив дозволить:
- залучити інвестиції у виробництво біоетанолу та біодизелю;
- активізувати агрохолдинги та спиртові заводи щодо виробництва рідких біопалив;
- створити нові робочі місця;
- збільшити надходження податків до бюджетів різних рівнів.

## Біомаса
В лютому 2019 року «Кернел» оголосила, що побудує чотири електростанції на біомасі за $56 млн. Електростанції на біомасі з’являться на об’єктах компанії в Харківській, Миколаївській, Одеській та Полтавській областях. Компанія отримала $48 млн кредиту ЄБРР та $8 млн кредиту Фонду чистих технологій. Всі разом ці заводи будуть виробляти 338,5 тис. МВт електроенергії в рік з близько 228 тис. т лушпиння соняшника.
На території Лісовогриневецької ОТГ Хмельницької області побудують електростанцію, що працюватиме на соломі та буде генерувати 130 МВт теплової потужності (46,4 МВт електричної). Як паливо у майбутній електростанції використовуватимуть солому різних типів у тюках Хестона – близько 270 тис. тонн на рік. Основне обладнання електростанції та технологію поставить данська компанія Burmeister & Wain Scandinavian Contractor, BWSC. Проєкт станції опублікувала ТОВ «Хмельницька біопаливна електростанція», яка володіє земельною ділянкою площею 16 га. Площа самої забудови становитиме 5 га.